# Sidi M'Hamed Akhdim
Sidi M Hamed  Akhdim (franska: Sidi M Hamed  Akhdim (CR), Sidi M Hamed  Akhdim (Commune Rurale), arabiska: سيدي عابد) är en kommun i Marocko.   Den ligger i provinsen El Jadida och regionen Casablanca-Settat, i den norra delen av landet, 220 km sydväst om huvudstaden Rabat. Antalet invånare är 10 745.